# Paralelo 86 S
O Paralelo 86 S é um paralelo no 86° grau a sul do plano equatorial terrestre. Atravessa a Antártida e algumas das suas plataformas de gelo.

## Dimensões
Conforme o sistema geodésico WGS 84, no nível de latitude 86° S, um grau de longitude equivale a 7,79 km; a extensão total do paralelo é portanto 2.805 km, cerca de 7% da extensão do Equador, da qual esse paralelo dista 9.555 km, distando 447 km do polo sul.

## Cruzamentos
Como todos paralelos ao sul do Paralelo 84 S, o paralelo 86 S passa totalmente sobre terras na Antártica.